# Schlesisches Himmelreich

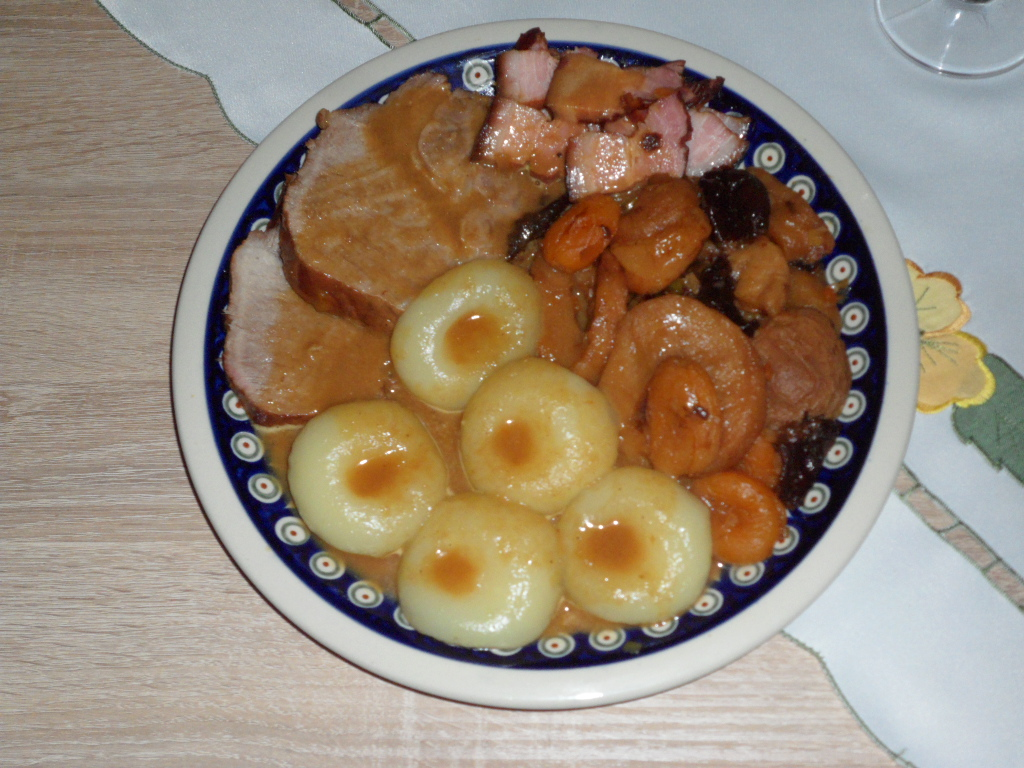
Hauptgericht Schlesisches Himmelreich (Schläsches Himmelreich)

Schlesisches Himmelreich (schlesisch: Schläsches Himmelreich) ist ein traditionelles auf Backobst basierendes Fleischgericht der schlesischen Küche.
Schlesisches Himmelreich wird aus geräuchertem Schweinebauch hergestellt, der in Wasser zusammen mit Backobst, Zimt und Zitronenschale gekocht wird. Eine Mehlschwitze wird mit der süßlichen Kochbrühe hergestellt und zusammen mit dem in Scheiben geschnittenen Schweinebauch und dem abgetropften Backobst serviert. Oft werden zum Binden der Sauce auch zerkrümelte Lebkuchen genutzt.
Dazu gibt es üblicherweise schlesische Kartoffelklöße (Kließla).